# Vovcea Balka, Vilșanka
Vovcea Balka (în ucraineană Вовча Балка) este un sat în comuna Korîtno-Zabuzke din raionul Vilșanka, regiunea Kirovohrad, Ucraina.

## Demografie
Componența lingvistică a localității Vovcea Balka
     Ucraineană (95,65%)
     Rusă (4,35%)
Conform recensământului din 2001, majoritatea populației localității Vovcea Balka era vorbitoare de ucraineană (95,65%), existând în minoritate și vorbitori de rusă (4,35%).